# Vodní nádrž Mandelholz
Vodní nádrž Mandelholz (německy: Mandelholztalsperre) zadržuje vody říčky Kalte Bode. Slouží hlavně jako ochrana před povodněmi. Reguluje hladinu vody v říčce i během sušších období. Přehrada se nachází mezi obcemi Elend a Königshütte v pohoří Harz v Německu.
Přehrada byla postavena mezi lety 1952–1957. Roku 1994 během záplav se přehrada přelila.

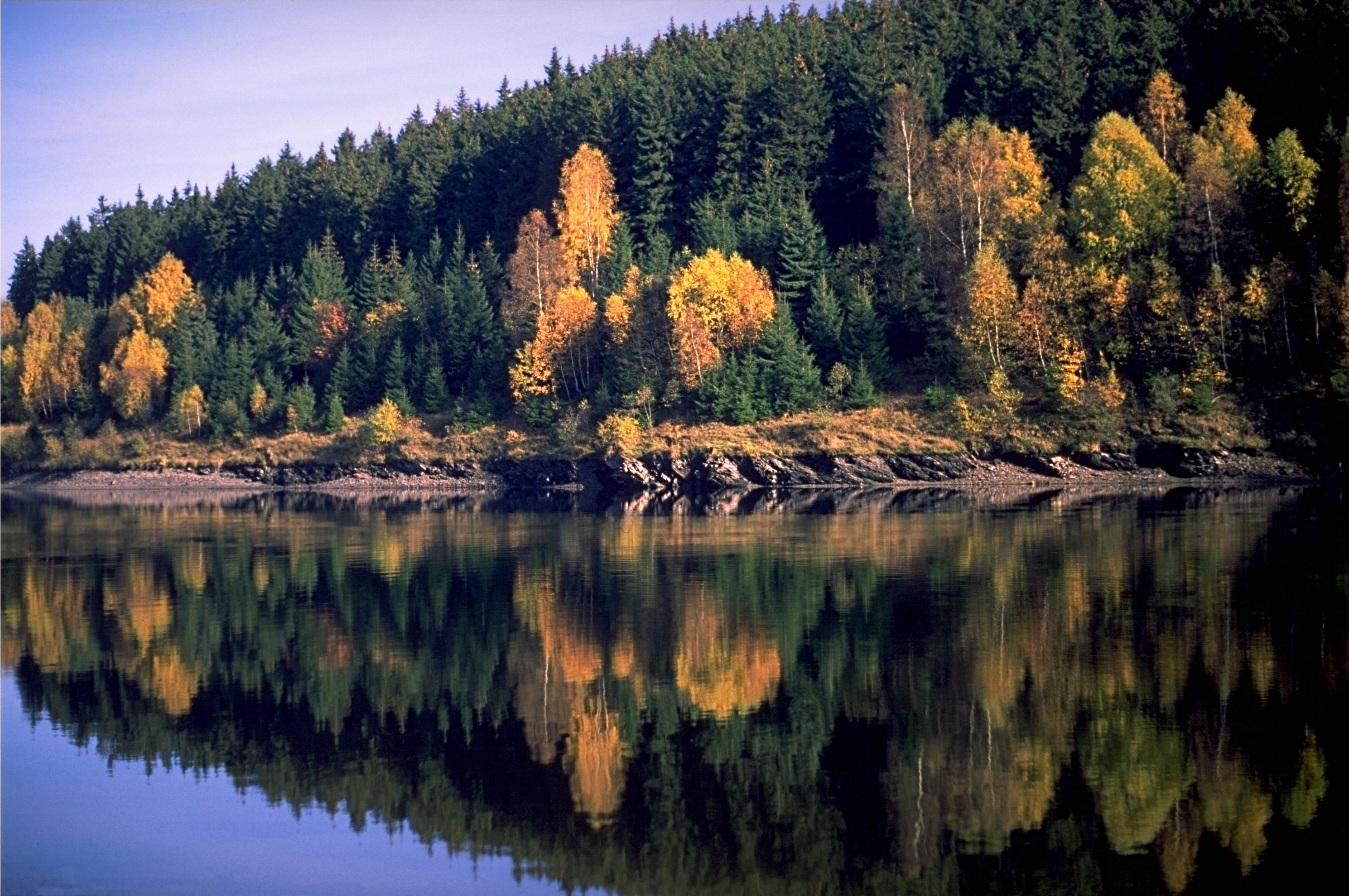
Jezero přehrady na podzim

Blízko vodní nádrže Mandelholz se nachází ruiny starší přehrady z roku 1612, která zásobovala vodou železárny v Mandelholzu. Hráz však byla během katastrofálních povodní v roce 1855 úplně zničena a poté již nebyla obnovena.